# ناریز (بازیکن فوتبال)
ناریز (پرتغالی: Nariz; ۸ فوریهٔ ۱۹۱۲ – ۱۹ سپتامبر ۱۹۸۴) بازیکن فوتبال اهل برزیل بود.
از باشگاه‌هایی که در آن بازی کرده‌است می‌توان به باشگاه فوتبال فلومیننزه، باشگاه فوتبال بوتافوگو، و باشگاه فوتبال اتلتیکو مینیرو اشاره کرد.
وی همچنین در تیم ملی فوتبال برزیل بازی کرده‌است.